# 3-Phenylphenol
3-Phenylphenol ist eine chemische Verbindung aus der Gruppe der Hydroxybiphenyle.

## Vorkommen
3-Phenylphenol ist ein Metabolit von Biphenyl.

## Gewinnung und Darstellung
3-Phenylphenol entsteht bei der Photolyse von 3-Chlorbiphenyl im Gemisch mit 2-Phenylphenol, 4-Phenylphenol und Biphenyl.
Die Verbindung kann auch durch Einwirkung von Bromwasserstoffsäure und Essigsäure aus dem Ether gewonnen werden.

## Eigenschaften
3-Phenylphenol ist ein beiger Feststoff, der wenig löslich in Wasser ist.

## Verwendung
3-Phenylphenol kann als Ausgangsstoff zur Herstellung von anderen chemischen Verbindungen (wie Nitrohydroxybiphenylen) verwendet werden.